# 디어사이드

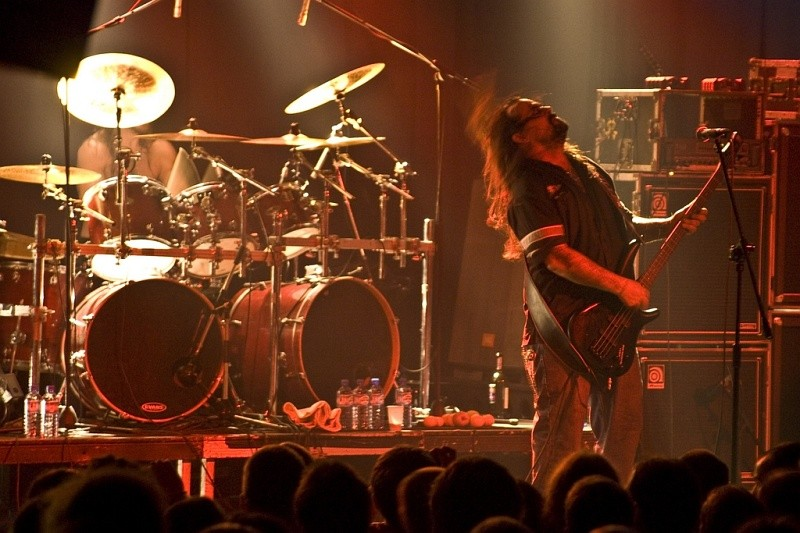

디어사이드(Deicide)는 미국의 데스 메탈 밴드이다. 1990년 카니발 콥스와 같은 해에 Deicide라는 앨범으로 데뷔했다. 멤버전원이 반기독교도, 사타니스트로 구성되었다고 알려져 있으며 반기독교적, 신성모독적 가사를 자주 사용한다. 카니발 콥스와 함께 데스 메탈의 쌍두마차로 꼽히기도 한다.

## 멤버
- 글렌 밴튼(Glen Benton, 보컬, 베이스)
- 잭 오웬(Jack Owen, 기타)
- 케빈 퀴리온(Kevin Quirion, 기타)
- 스티브 에쉬엠(Steve Ashiem, 드럼)

## 디스코그래피
- Deicide (1990)
- Legion (1992)
- Once upon the Cross (1995)
- Serpents of the Light (1997)
- Insineratehymn (2000)
- In Torment in Hell (2001)
- Scars of the Crucifix (2004)
- The Stench of Redemption (2006)
- Till Death Do Us Part (2008)
- To Hell with God (2011)
- In the Minds of Evil (2013)
- Overtures of Blasphemy (2018)
- Banished by Sin (2024)